# Eriochloa nana
Eriochloa nana là một loài thực vật có hoa trong họ Hòa thảo. Loài này được Arriaga mô tả khoa học đầu tiên năm 1995.